# Persone LGBT e religione
Il rapporto e le relazioni intercorrenti tra le persone lesbiche, gay, bisessuali e transgender (LGBT) con la religione in generale rimangono altamente variegate; esse possono variare notevolmente a seconda del tempo e del luogo preso in esame, all'interno e tra le diverse religioni e sette: possono inoltre essere differenti per i diversi tipi di orientamento sessuale e identità di genere.
Alcuni degli organismi e gerarchie maggiormente autorevoli e le dottrine delle religioni maggioritarie del mondo propongono tesi generalmente negative al riguardo. Queste possono variare dallo scoraggiamento esplicito del comportamento omosessuale al divieto di tutte quelle pratiche sessuali esistenti tra persone dello stesso sesso, fino all'adesione attiva e all'accettazione sociale delle identità LGBT.
Le voci più liberali e progressiste all'interno di queste religioni tendono a considerare le persone LGBT in una maniera più positiva ed alcune tra le confessioni religiose più liberali arrivano a benedire il matrimonio tra persone dello stesso sesso, così come accettano e sposano le persone transgender. Storicamente alcune culture e religioni divenute istituzionali hanno riconosciuto l'amore tra persone dello stesso sesso e la loro sessualità; tali mitologie e tradizioni si possono rinvenire in tutti i continenti.
Gli elementi costitutivi religioso e culturale della pratica non-eterosessuale può ancora essere certificata in tradizioni che sono sopravvissute fino alla storia moderna, come ad esempio le subculture "Berdache" (Two Spirit) tra i nativi americani, gli Hijra nel subcontinente indiano, i Khanith nella penisola arabica, i Kathoey in Thailandia, i Travesti nell'America Latina, i Bacha Bazi in Afghanistan e i Köçek nell'impero ottomano.

Colori della bandiera arcobaleno con le icone delle religioni maggiori.

## Pensiero e opinioni religiose tra le persone LGBT
Secondo un sondaggio svoltosi in Australia nel 2006 le persone LGB australiane, rispetto alla popolazione australiana generale, sono risultate essere molto più facilmente non affiliate ad alcuna Chiesa, molto poco probabile che fossero affiliate ad una qualche confessione cristiana mentre era più probabile che fossero affiliate ad una religione non cristiana. La distribuzione religiosa tra le persone LGBT australiane era purtuttavia del tutto simile a quella della popolazione generale. Gli uomini, in particolare bisessuali, avevano più probabilità di essere cristiani o di appartenere alla stessa religione in cui erano stati educati. Le lesbiche avevano una maggior probabilità di abbandonare la religione e di essere attualmente non affiliate ad alcuna confessione religiosa.
Un sondaggio tra gli LGBT della Nuova Zelanda condotto nel 2004 ha rilevato che il 73% di loro non aveva alcuna religione, mentre per il 14,8% erano cristiani e per il 2,2% buddhisti. Al contrario nel censimento generale del 2001 segnalò che il 59,8% della popolazione neozelandese era cristiana, mentre il 29,2% non aveva alcuna religione. Se si guarda ai cambiamenti avvenuti a partire dal 1966 le persone LGBT neozelandesi si sono disaffiliate dal cristianesimo ad un tasso 2,37 volte più superiore rispetto alla popolazione generale. Nello stesso sondaggio però il 59,8% affermò una credenza in una qualche forza spirituale o divinità; significativamente questo differiva in base al genere, con il 64,9% delle donne e il 55,5% degli uomini che affermavano una tale convinzione.
Il movimento della controcultura Radical Faeries sono un'organizzazione spirituale Queer, fondata nel 1979 negli Stati Uniti d'America; i Radical Faeries costituiscono generalmente delle comunità che si ispirano alla spiritualità degli aborigeni australiani nativi tradizionali, con una speciale attenzione ad incorporarne la sensibilità queer.

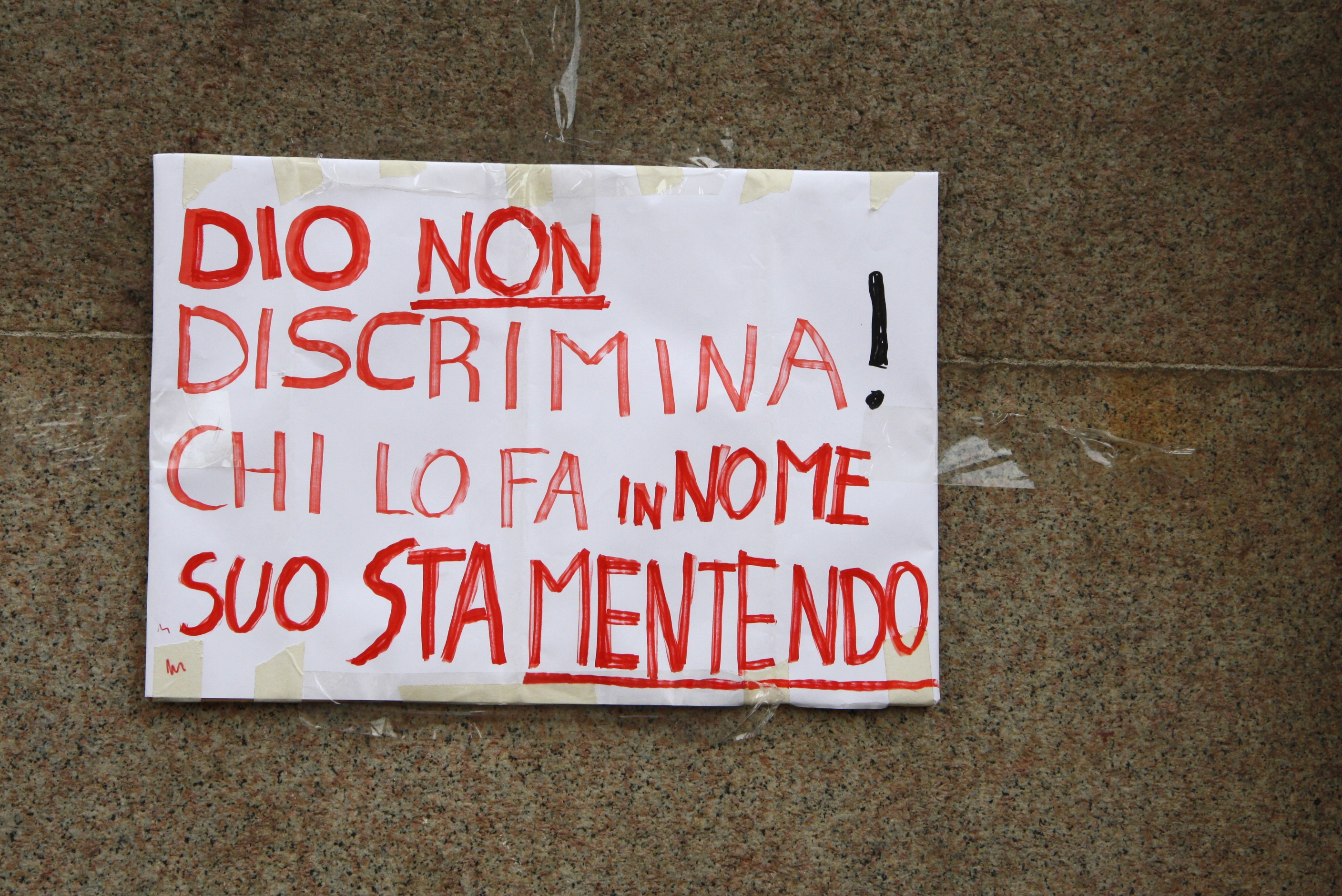
"Dio non discrimina! Chi lo fa in nome suo sta mentendo". Presidio anticlericale a Milano nel 2012

## Gruppi religiosi e politica pubblica
L'opposizione ai diritti LGBT viene spesso associata a punti di vista religiosi rifacentesi al conservatorismo. L'American Family Association ed altre associazioni ispirate religiosamente hanno promosso il boicottaggio di quelle organizzazioni che si sono invece espresse apertamente a sostegno del movimento LGBT e dei diritti LGBT nel mondo.
D'altra parte l'Unitarian Universalist Association sostiene la libertà di sposarsi, ma anche il rifiuto di esso, paragonandola all'abolizionismo, al suffragio femminile e alla fine delle legislazioni contrarie alla mescolanza razziale.
Lesbiche e gay devono affrontare problemi particolari nei paesi islamici più conservatori, dove generalmente le leggi proibiscono il comportamento omosessuale e dove la Sharia viene interpretata letteralmente, laddove l'omosessualità maschile può condurre alla pena di morte (esemplificativo il caso riguardante i giovani Mahmoud Asgari e Ayaz Marhoni in Iran).
Questo stato di cose costituisce un grosso problema per gli uomini gay e questa forma di discriminazione è vista come una violazione dei diritti umani da parte di esperti internazionali (vedi Principi di Yogyakarta) e da organizzazioni quali Amnesty International; con la firma da parte degli Stati Uniti d'America nel 2009 la proposta su una dichiarazione dei Diritti LGBT alle Nazioni Unite è stata ora firmata da ogni Stato laico europeo e da tutte le nazioni della civiltà occidentale, così come anche da altri paesi in tutte le parti del mondo: 67 membri dell'Organizzazione delle Nazioni Unite ha firmato fino ad oggi.
Venne anche presentata una dichiarazione che si opponeva a tale proposta, avanzata per lo più da nazioni musulmane; questa è stata controfirmata da 57 stati membri, per la maggior parte dell'Africa e dell'Asia. Su un totale di 192 paesi, 68 non hanno ancora firmato nessuna delle due dichiarazioni.

## Vedute religiose specifiche

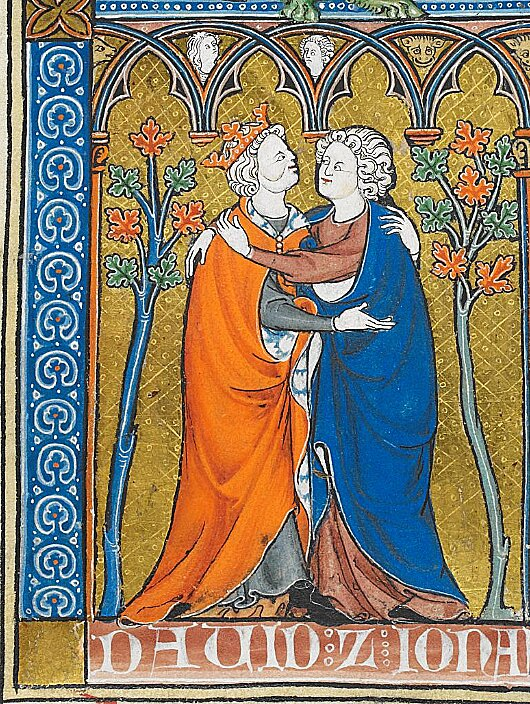
Il re Davide e Gionatan (circa 1300). Contrariamente alla tradizione popolare presente nell'ebraismo e nel cristianesimo, i due sono descritti in alcuni testi storici come amanti omosessuali; nel libro della vita di Edoardo II d'Inghilterra (circa 1326) si dice: "In effetti, mi ricordo, ho sentito dire che un uomo amava tanto un altro uomo. Jonatan stimava e ammirava David, Achille amava Patroclo".

### Religioni abramitiche

#### Cristianesimo
Le confessioni cristiane contengono in sé una varietà di credenze circa le persone LGBT, lo status morale delle pratiche sessuali tra persone dello stesso sesso e la varianza di genere. Le persone LGBT possono essere escluse dall'appartenenza ad una data confessione, essere accettate come membri laici fino alla possibilità di essere ordinati come sacerdoti, a seconda della denominazione presa in esame.

La Chiesa cattolica "saluta amichevolmente" le persone attratte da appartenenti al proprio stesso sesso, mentre l'insegnamento e la dottrina della Chiesa cattolica continuano a considerare i rapporti omosessuali come atti peccaminosi e "intrinsecamente disordinati". Inoltre il cattolicesimo considera le persone transgender come appartenenti al loro sesso biologico di nascita, senza fare quindi alcuna distinzione tra sesso biologico e genere di appartenenza.

La Chiesa ortodossa orientale tiene nei confronti dell'omosessualità opinioni del tutto simili.

Le confessioni rifacentesi al protestantesimo hanno una vasta gamma di punti di vista; alcune tra le loro denominazioni mantengono opinioni del tutto simili da quelle espresse dai cattolici e dagli ortodossi, insegnando che tutte le relazioni sessuali al di fuori del matrimonio tradizionale (di un uomo e una donna) sono peccaminosi, come la Chiesa riformata in America, la Southern Baptist Convention, la Chiesa di Gesù Cristo dei santi degli ultimi giorni (i mormoni) e i Testimoni di Geova.
Altre comunità ecclesiali, come la Chiesa unita del Canada, la Chiesa unita di Cristo, la Chiesa presbiteriana, la Chiesa evangelica luterana del Canada, la Chiesa evangelica luterana in America, la luterana Chiesa di Svezia, la luterana Chiesa di Danimarca, la luterana Chiesa di Norvegia, la luterana Chiesa nazionale d'Islanda, la Chiesa protestante nei Paesi Bassi ed infine la luterana Chiesa evangelica in Germania non considerano immorali i rapporti tra persone dello stesso sesso, anzi ordinano sacerdoti LGBT e benedicono le unioni tra persone dello stesso sesso.
I Quaccheri liberali, i membri del Britain Yearly Meeting e della Friends General Conference statunitensi approvano il matrimonio tra persone dello stesso sesso e celebrano cerimonie matrimoniali nel territorio del Regno Unito.

#### Islam
Ipunti di vista islamici nei confronti dell'omosessualità sono influenzati dalle sentenze prescritte dal Corano e dagli insegnamenti del profeta Maometto. L'interpretazione corrente principale dei versetti coranici e degli Ḥadīth condannano gli atti sessuali commessi da persone dello stesso sesso (insieme con la maggior parte delle altre relazioni di tipo extraconiugale).
Al contrario gli individui transessuali vengono spesso maggiormente accettati; per esempio, il governo iraniano non solo permette e riconosce la riassegnazione chirurgica del sesso, ma sovvenziona anche la procedura per tutti i suoi cittadini transgender. 

#### Fede Bahá'í
La fede Bahá'í insegna che l'unica forma accettabile di contatto sessuale è quello che si verifica all'interno dell'istituto matrimoniale ed il matrimonio stesso viene definito nei testi religiosi come l'unione esclusiva tra un uomo e una donna.
I Bahá'í sottolineano inoltre l'estrema importanza della castità assoluta per qualsiasi persona celibe o nubile, con la messa a fuoco della moderazione e continenza personale. La Chiesa universale di giustizia, l'organo di governo elettivo della fede Bahá'í, ha dichiarato che "la fede non riconosce l'omosessualità come un fenomeno 'naturale' o permanente". La Chiesa ha approvato e incoraggiato l'idea di Shoghi Effendi inerente alla possibilità di un qualche trattamento medico.
Tuttavia l'appartenenza alla comunità bahá'í rimane aperta alle persone che si identificano come lesbiche e gay, le quali devono essere "consigliate e comprese".

### Religioni indiane
Tra le religioni indiane, che hanno avuto cioè origine nel territorio del subcontinente indiano, comprendenti l'induismo, il buddhismo, il giainismo e il sikhismo, l'omosessualità viene raramente discussa. Nonostante ciò varie autorità religiose contemporanee tendono a considerare l'omosessualità in modo tendenzialmente negativo.
Gli antichi testi religiosi come i Veda fanno spesso riferimento a persone appartenenti ad un "terzo genere", che non sono ciòè né maschi né femmine. Alcuni vedono questo terzo genere come un antico parallelo alle moderne identità del lesbismo, dei gay, della bisessualità, dei transgender e dell'intersessualità. Questo terzo genere/sesso viene in alcuni testi valutato negativamente ed associato ai paria.

#### Induismo
L'Induismo ha preso diverse posizioni, che vanno dal positivo alla neutralità all'antagosismo. Con riferimento al tipo di Saṃsāra il Ṛgveda (uno dei quattro testi sacri canonici dell'induismo) parla di "vikruti Evam Prakriti" (perversità/diversità fa parte della Natura nel suo insieme, quello che fa sembrare innaturale una cosa naturale). Qui alcuni studiosi ritengono di riconoscervi anche l'omosessualità come parte integrante della Natura, quando non l'approvazione diretta di essa.
La sessualità viene raramente discussa in una maniera aperta all'interno della società indù, e le questioni LGBT rimangono in gran parte un argomento tabù, soprattutto tra gli affiliati più devoti. Un "terzo genere" o terzo sesso è stato riconosciuto all'interno dell'induismo fin dai tempi vedici. Diversi testi indù come le Manusmṛti (Leggi di Manu) e lo Sushruta Samhita affermano che alcune persone nascono in Natura con un'identità mista maschile/femminile, o sessualmente neutri, come un fatto biologico naturale;m essi possono trovare impiego come parrucchieri, venditori di fiori, servi, massaggiatori e prostituti.
Ancora al giorno d'oggi molte persone appartenenti a questo "terzo genere", gli Hijra, vivono in tutto il territorio indiano, per lo più ai margini della società, con molti di essi che lavorano nel mondo della prostituzione maschile o cercando una fonte di sostentamento come mendicanti.
Diverse leggi religiose indù contengono ingiunzioni contro l'attività omosessuale, mentre certi episodi della mitologia indù parlano favorevolmente di relazioni lesbiche; inoltre alcuni individui appartenenti al terzo genere vengono apprezzati dalle narrazioni mitologiche. I gruppi indù storici non sono unanimi per quanto riguarda la questione concernente l'omosessualità, avendo ciascuno di essi un punto di vista dottrinale separato.
Il testo indiano della letteratura erotica intitolato Kāma Sūtra (il Sutra del dio Kama, scritto e risalente con tutta probabilità al IV secolo d.C., contiene alcuni passaggi che descrivono gli eunuchi o gli appartenenti al terzo sesso come esecutori maschili del sesso orale sugli uomini. Tuttavia si può affermare che l'autore non fosse "un fan delle attività omosessuali", trattando con disprezzo tali individui, questo secondo lo storico indiano Devdutt Pattanaik.
Allo stesso modo alcuni templi indù (Mandir) medioevali e svariati manufatti raffigurano apertamente sia l'omosessualità maschile sia il lesbismo all'interno dei loro monumenti scultorei, come ad esempio le pareti del tempio situato a Khajuraho (il Tempio Kaṇḍāriyā Mahādeva). Alcuni deducono dalle immagini la tesi secondo cui sia la società indù sia la religione in generale erano in un tempo passato molto più aperti ai cambiamenti della storia della sessualità umana di quanto nomn lo siano attualmente.
In alcuni movimenti settari (soprattutto tea gli Hijra) molte importanti divinità assumono un aspetto di Androgino. Vi sono alcune divinità indù che sono intersessuali (sia maschile che femminile); che si manifestano in tutti e tre i generi; che passano velocemente da maschio a femmina o da femmina a maschio: divinità maschili con stati d'animo femminili e divinità femminili con stati d'animo di sesso maschile; divinità nate da due maschi o da due femmine,; divinità nate da un unico maschio o da una femmina singola; divinità che evitano il sesso opposto; divinità importanti che hanno per compagni persone dello stesso sesso e così via.
Tuttavia questo non è oggi accettato dalla maggioranza degli indù, ed è anzi considerato come un'eresia nei confronti della Natura; coloro che accettano l'omosessualità hanno la convinzione che essa si giustifichi in quanto sia Dio sia la Natura sono illimitatamente differenziabili e attraverso la difficoltà ad apprendere pienamente la Divinità.

#### Buddhismo
Secondo il canone buddhista, il Canone pāli e gli Āgama, (che rappresentano le prime scritture buddhiste) non viene definita alcuna differenza nei rapporti sentimentali riferiti al genere (omoaffettività) e questi non hanno nulla a che vedere con la cattiva condotta sessuale, inoltre una eventuale cattiva condotta sessuale omosessuale viene perfettamente equiparata alla cattiva condotta sessuale eterosessuale; mentre alcuni monaci Theravada sono giunti ad esprimere l'opinione che i rapporti tra persone dello stesso sesso non violino la regola che impone di evitare una cattiva condotta sessuale: qui significherebbe il divieto di intrattenere rapporti sessuali con persone al di sotto dell'età del consenso (pertanto protetti da un tutore o dai genitori), con qualcuno già fidanzato o sposato oppure - per finire - con chi ha preso i voti di celibato religioso.
Nel 1997 il 14º Dalai Lama, Tenzin Gyatso, affermò che "da un punto di vista buddhista di vista, i rapporti omosessuali e/o lesbici è generalmente considerato come una cattiva condotta sessuale"; purtuttavia quest'opinione non si basa suè quello che ha detto effettivamente il Buddha, ma su alcuni testi e interpretazioni successive di Abhidharma.

#### Sikhismo
Il libro sacro del Sikhismo, il Guru Granth Sahib, non menziona né prevede esplicitamente l'omosessualità; il testo è inteso come la massima utorità spirituale per tutte le questioni concernenti i Sikh.
Alcuni leader sikh moderni hanno condannato l'omosessualità. Giani Joginder Singh Vedanti, un alto esponente dell'autorità temporale sihk (Akal Takht), l'ha ricordato durante la sua visita ai parlamentari sikh-canadesi, affermando che il loro dovere religioso era quello di contrastare il matrimonio tra persone dello stesso sesso. Il corpo religioso sikh ha conseguentemente emesso un editto di condanna nei confronti del matrimonio gay.
Altri sikh sottolienano invece il fatto di come il sikhismo non condanni esplicitamente l'omosessualità o il matrimonio gay; concludendo che secondo ciò che "non" ne dice il testo sacro, questa questione va lasciata alla coscienza personale d'ognuno.

### Religioni dell'Asia orientale

#### Confucianesimo
Il Confucianesimo, essendo preminentemente una filosofia socio-politica, si concentra assai poco sulla sessualità (sia omosessuale sia eterosessuale). Purtuttavia la storia ideologica ne sottolinea le amicizie maschili, tanto che Louis Crompton ha sostenuto che l'estrema "vicinanza del legame maestro-discepolo è promosso e sottilmente agevolato dal sentimento omosessuale".
L'omosessualità non viene mai menzionata neppure nei Dialoghi di Confucio. La frase fiorita "mordere la buccia amara", un eufemismo per indicare i rapporti omosessuali e generalmente intesa per significare il sesso anale, viene menzionato solo quando viene praticata da più persone sia nel Shujing così come negli Annali delle primavere e degli autunni.

### Altre forme religiose

#### Scienza religiosa
La "Scienza religiosa" è un insegnamento basato sul libro di testo La scienza della mente del dottor Ernest Holmes, pubblicato per la prima volta nel 1926 e rivisto nel 1938. Questo "nuovo pensiero" che si rifà direttamente alla tradizione è correlato ai pensieri di Ralph Waldo Emerson e del trascendentalismo; è un'elencazione riassuntiva sugli insegnamenti di tutte le grandi religioni del mondo a livello di misticismo. I centri materiali delle Chiese starebbero sotto l'unico ombrello unico dei "Centri Spritituali viventi". L'inizio delle "Scienze Religiose" ha avanzato una teoria sociale progressista, comprendente tutti gli individui indipendentemente dall'orientamento sessuale pienamente espresso, benedicendo inoltre i matrimoni tra coppie dello stesso sesso.

#### Satanismo
La Chiesa di Satana ha sempre accettato i gay, le lesbiche e i bisessuali fin dalla sua fondazione nel 1966. La Chiesa sostiene inoltre anche la legalizzazione dei matrimoni omosessuali.

#### Universalismo unitariano
Gli Unitariani universalisti e l'Associazione universalista unitariana (UUA) hanno una lunga tradizione di accoglienza nei confronti delle persone LGBT. Il primo ministro ordinato della religione per gli Stati Uniti e il Canada, il reverendo James Stoll, fece coming out nel 1969.
Vi sono state delle risoluzioni a sostegno delle persone in difficoltà, indipendentemente dall'orientamento sessuale, a partire dal 1970 ed un popolare programma di
"Welcoming Congregation" a partire dal 1989. Le sue associazioni supportano i servizi del clero rivolti all'unione civile tra coppie dello stesso sesso a partire dal 1984, mentre sostiene il matrimonio omosessuale a partire dal 1996.
Il "Consiglio unitariano canadese" (CUC) ha similmente creato gruppi di monitoraggio rivolti alla diversità sessuale e di genere ("Gender and Sexual Diversity Monitoring Group") e come l'UUA, da cui è divenuta autonoma nel 2002) ha un proprio "Welcoming Congregations".
Le "Congregazioni canadesi universaliste unitarie" celebrano matrimoni tra persone dello stesso sesso, mentre il CUC supporta questo lavoro attraverso il programma "Lay Chaplaincy".